# Vassili Verechtchaguine
Pour les articles homonymes, voir Verechtchaguine.
Vassili Vassilievitch Verechtchaguine (en russe : Василий Василиевич Верещагин), né le 26 octobre 1842 à Tcherepovets et mort le 13 avril 1904 près de Port-Arthur en Chine, est un peintre russe, célèbre pour ses peintures de batailles.

## Biographie
Après des études dans un collège naval, Verechtchaguine se tourna vers la peinture, qu'il étudia à Saint-Pétersbourg puis à Paris, où il étudia avec Jean-Léon Gérôme. Il visita de nombreux pays européens, la Syrie, la Palestine, l'Inde (de 1874 à 1876), les Philippines, les États-Unis (1902) et le Japon. Il accompagna l'armée russe dans ses campagnes en Asie centrale (1867-1869) et dans les Balkans (1877-1878), en tant que peintre officiel de l'armée. Il trouva la mort lors du naufrage du cuirassé Petropavlovsk, touché par une mine, au large de Port-Arthur, pendant la guerre russo-japonaise. 
Si le thème de nombreuses œuvres de Verechtchaguine est la guerre, il s'agissait pour lui de condamner cette « grande injustice ». Son tableau le plus célèbre dans ce domaine est L'Apothéose de la guerre, représentant dans un paysage désertique un amas de crânes avec des corbeaux les survolant. Exposé à la Galerie Tretiakov, il est le symbole du pacifisme russe, bien qu'il ne fût pas lui-même pacifiste.
Il peignit également des paysages, des monuments et des scènes populaires des pays qu'il avait visités. Il avait une villa à Sotchi.
La ville de Verechtchaguino, dans le kraï de Perm, a été nommée en l'honneur de Vassili Verechtchaguine.

## Orientalisme de Verechtchaguine
Le peintre contribua à la création d'une image attractive de l'Asie centrale coloniale et est un des principaux témoins de cette épopée. 
À Tachkent le général-gouverneur Constantin von Kaufmann  finance sa venue à deux reprises en 1868 et en 1870. Les peuples, monuments et paysages du Turkestan russe  ont fait l'objet d'une Série du Turkestan composée de 250 dessins et tableaux du peintre. Ses images personnelles sont réunies dans un volume subventionné par les fonds publics du pays. Le Turkestan fait ainsi une entrée remarquée dans le monde des arts en 1874 à Moscou et Saint-Pétersbourg.
L'orientation orientaliste de Verechtchaguine est une des raisons de sa renommée internationale. 
Il abordait l'Orient avec le réalisme et l'esprit critique des Ambulants. Ses œuvres ont été souvent reproduites pour illustrer les régions orientales de l'Empire russe. Elles figurent par exemple dans la Nouvelle Géographie universelle d'Elisée Reclus au volume VI traitant de l'Asie russe. 
Ses toiles étaient un témoignage critique de la conquête russe notamment au Turkestan. Il note la souffrance des blessés et le résultat des décisions des officiers de faire se battre les soldats jusqu'à la mort. Ce n'était pas ce qu'attendait l'état-major. Il se révèle reporter de guerre, et refuse de mettre à tout prix du sentiment dans un monde qui en est dépourvu.   

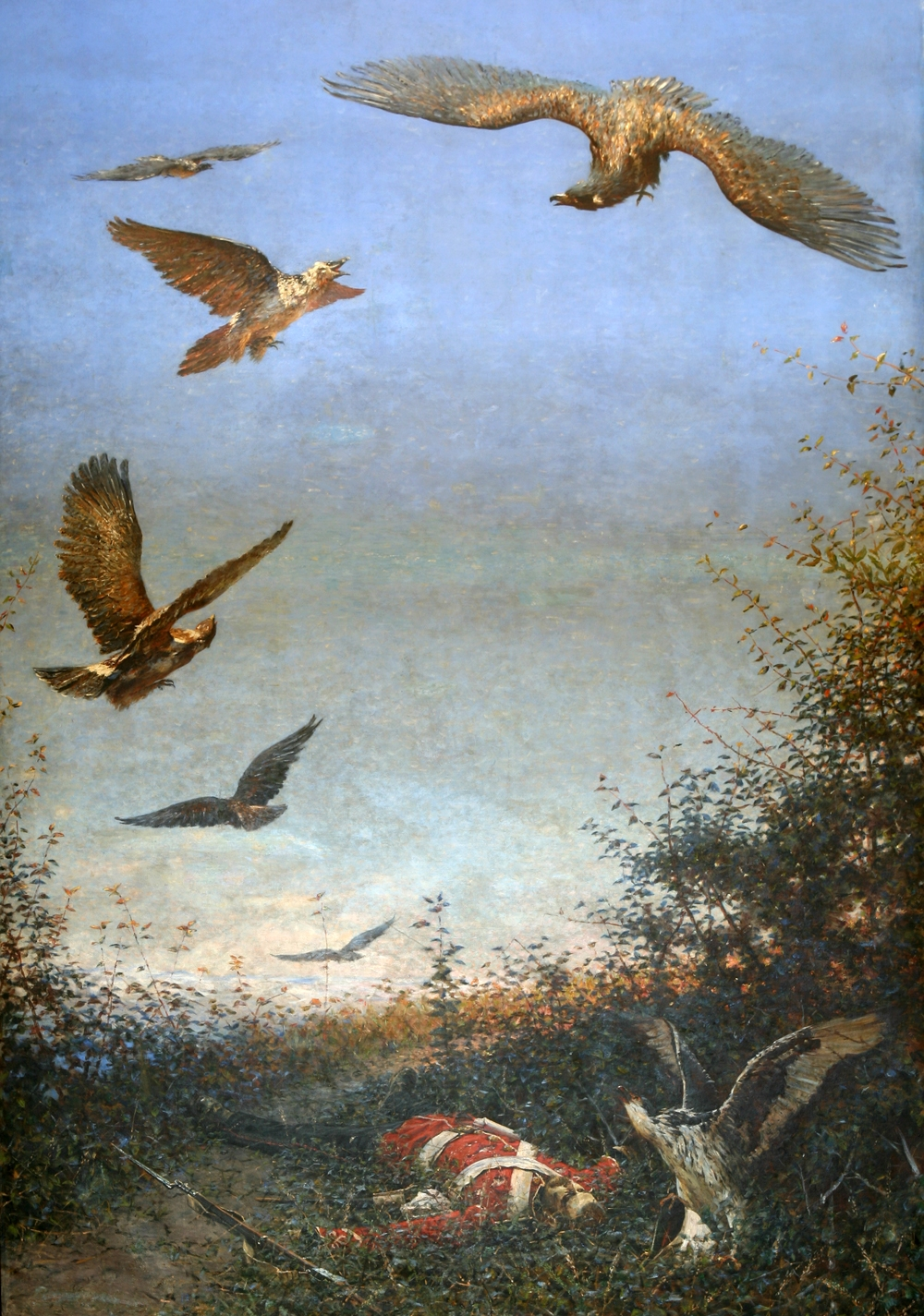
Copie de la toile L'Oublié.

Une de ses toiles disparue, L'Oublié, représentait  le cadavre d'un soldat russe abandonné dans le désert. Un fusil traîne à côté de son corps et des rapaces affamés tournoient au-dessus de lui.
Des généraux l'accusèrent de ternir l'honneur de l'armée du fait de cette image d'un soldat russe sans sépulture, abandonné par les siens. Verechtchaguine, à moitié fou de rage et d'indignation, décrocha la toile et la brûla. Le musicien Modeste Moussorgski composa une ballade intitulée l'Oublié en 1874  pour ressusciter ce tableau avec des sons. Sa ballade fut interdite par la censure. Le succès retentissant de Verechtchaguine  montre qu'il existait au sein même de l'élite russe, dans les années 1870, une tendance antimilitariste  qui doutait du bien-fondé de l'impérialisme en Asie.

## Œuvres

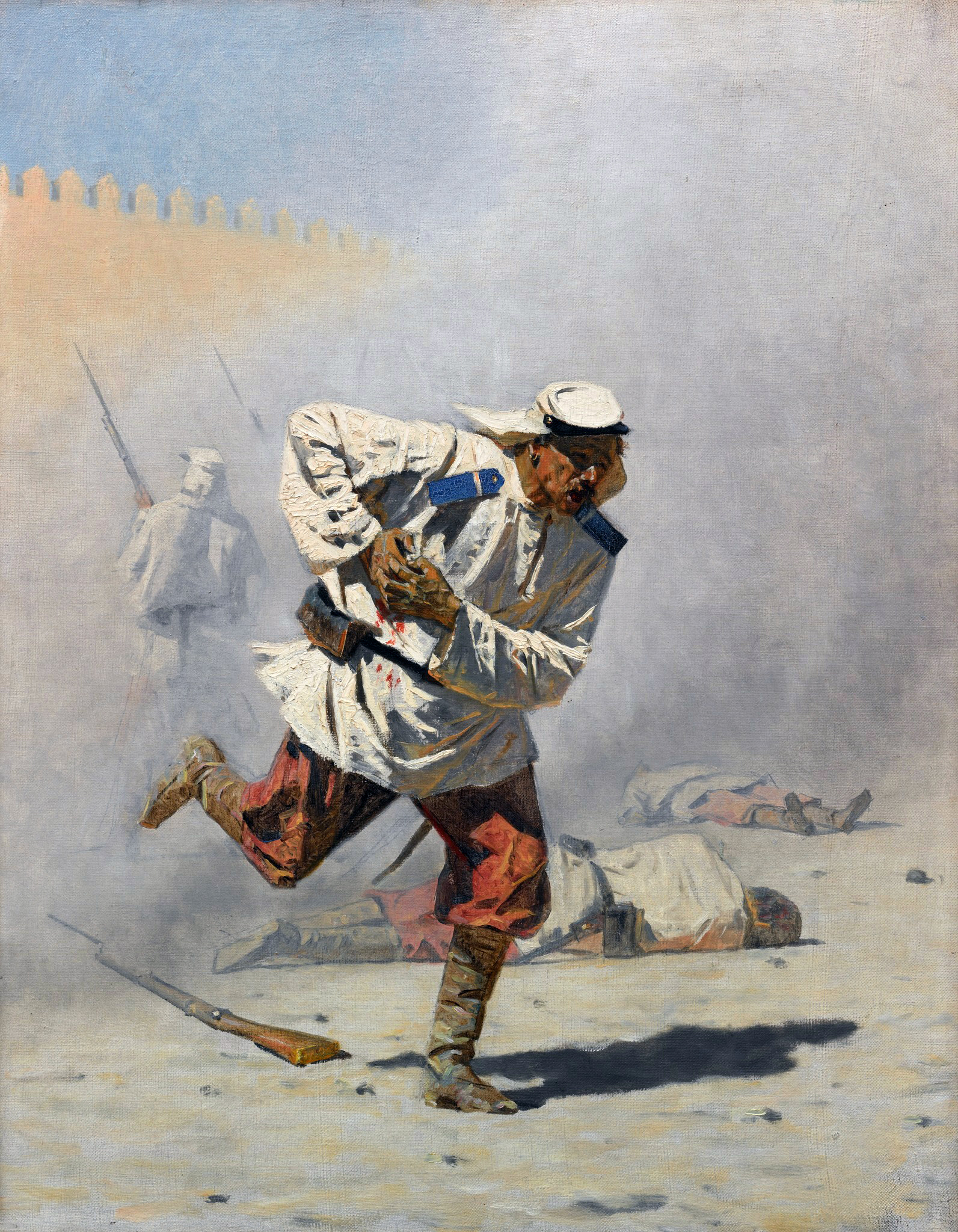
Blessé mortellement
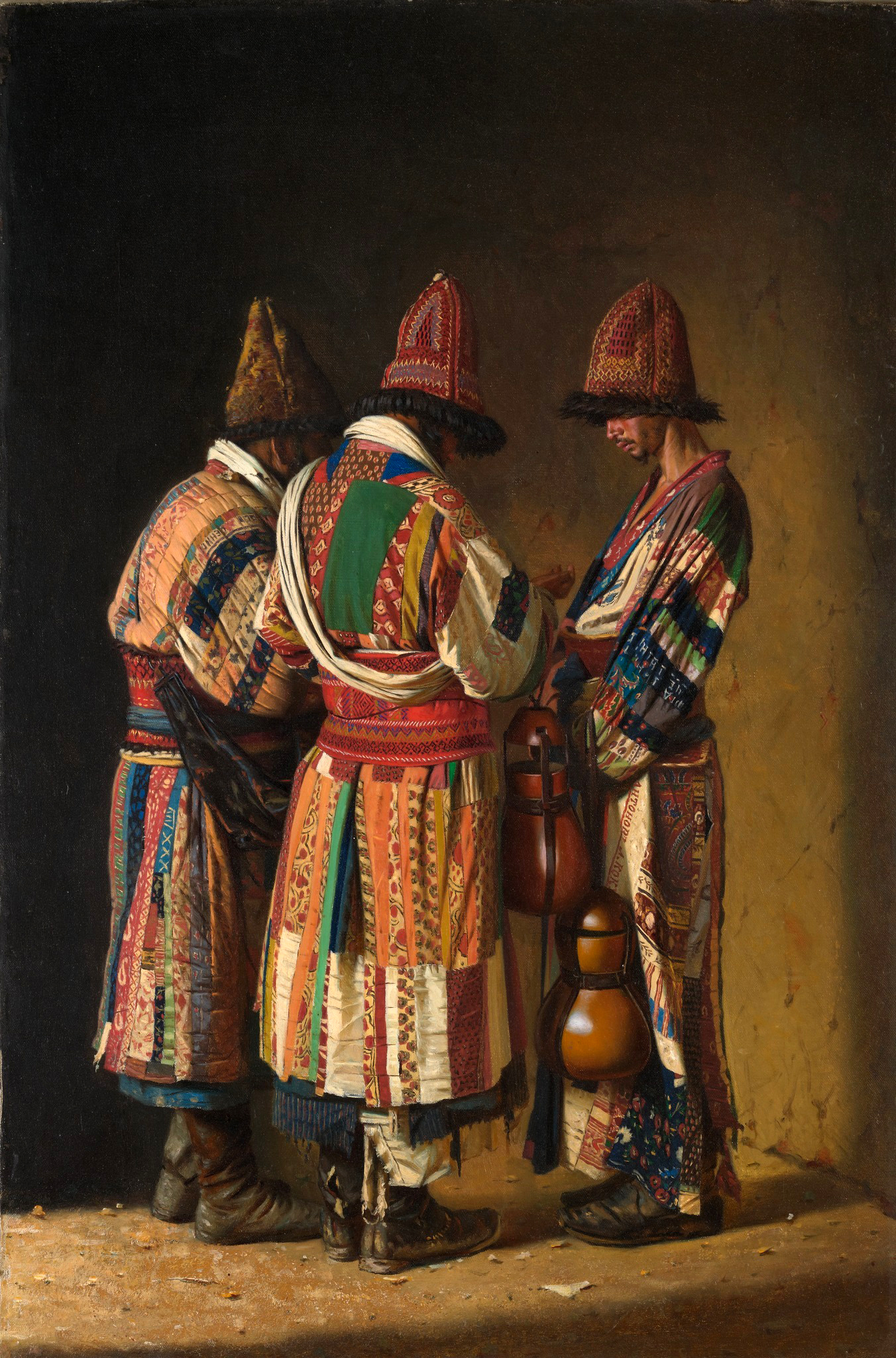
Derviches, peint en 1870
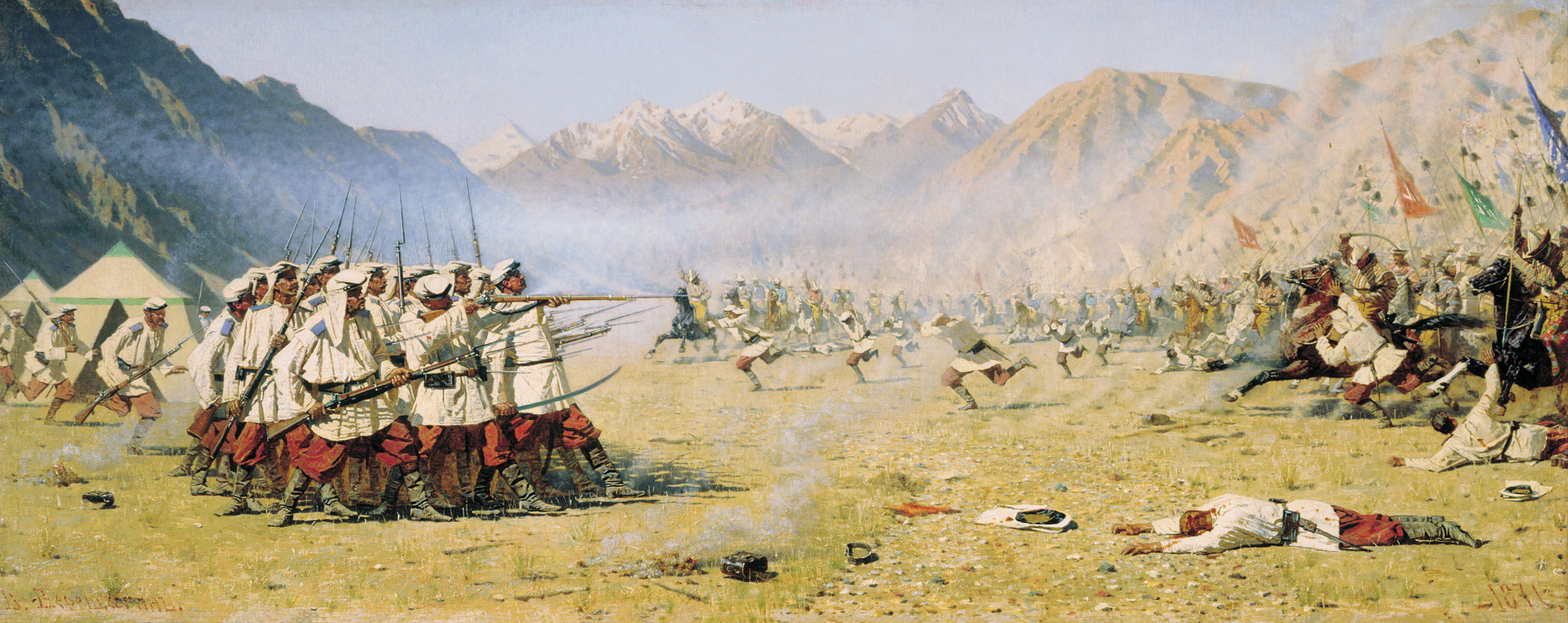
L'Attaque surprise, peint en 1871
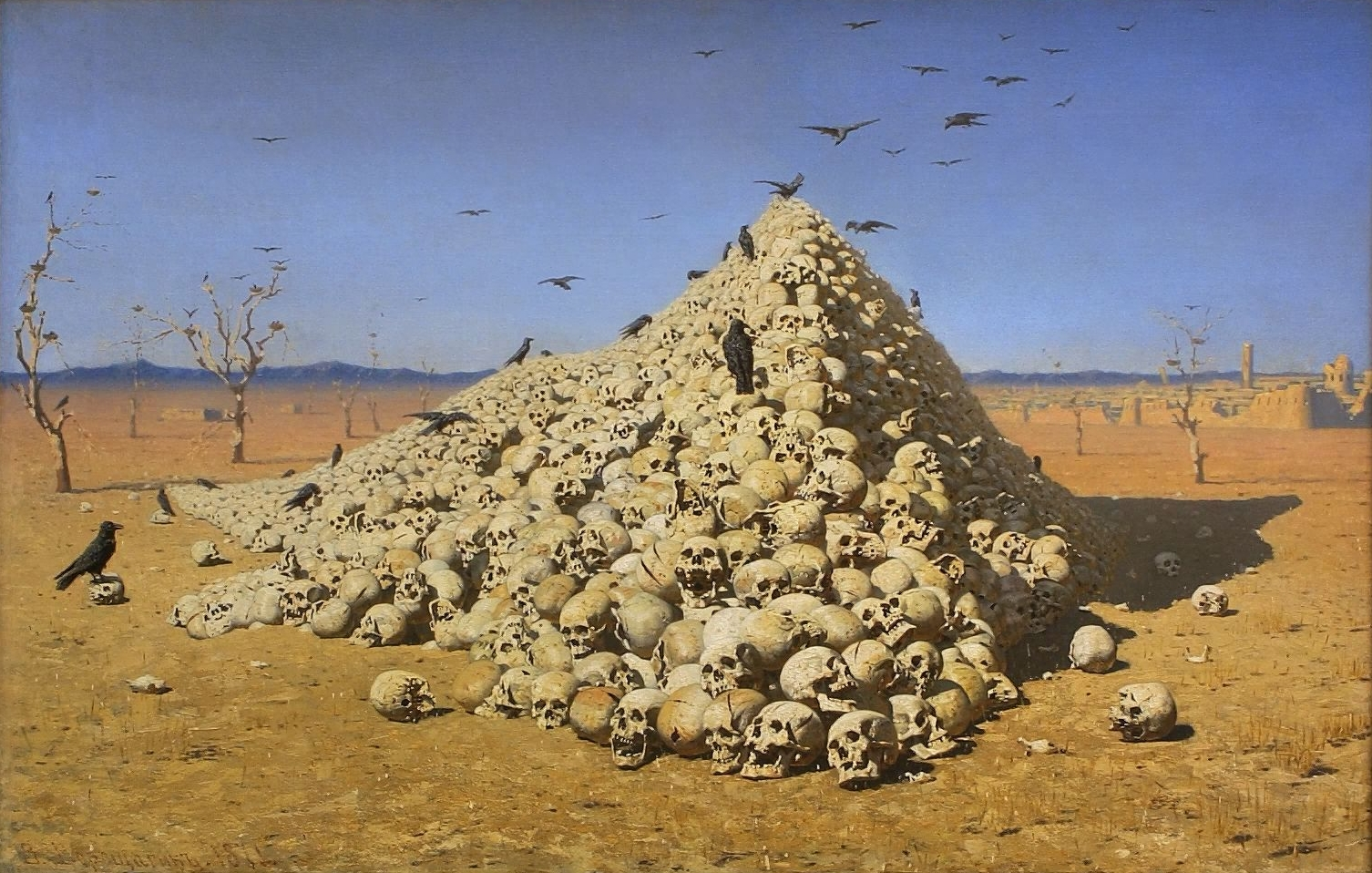
L'Apothéose de la guerre, peint en 1871
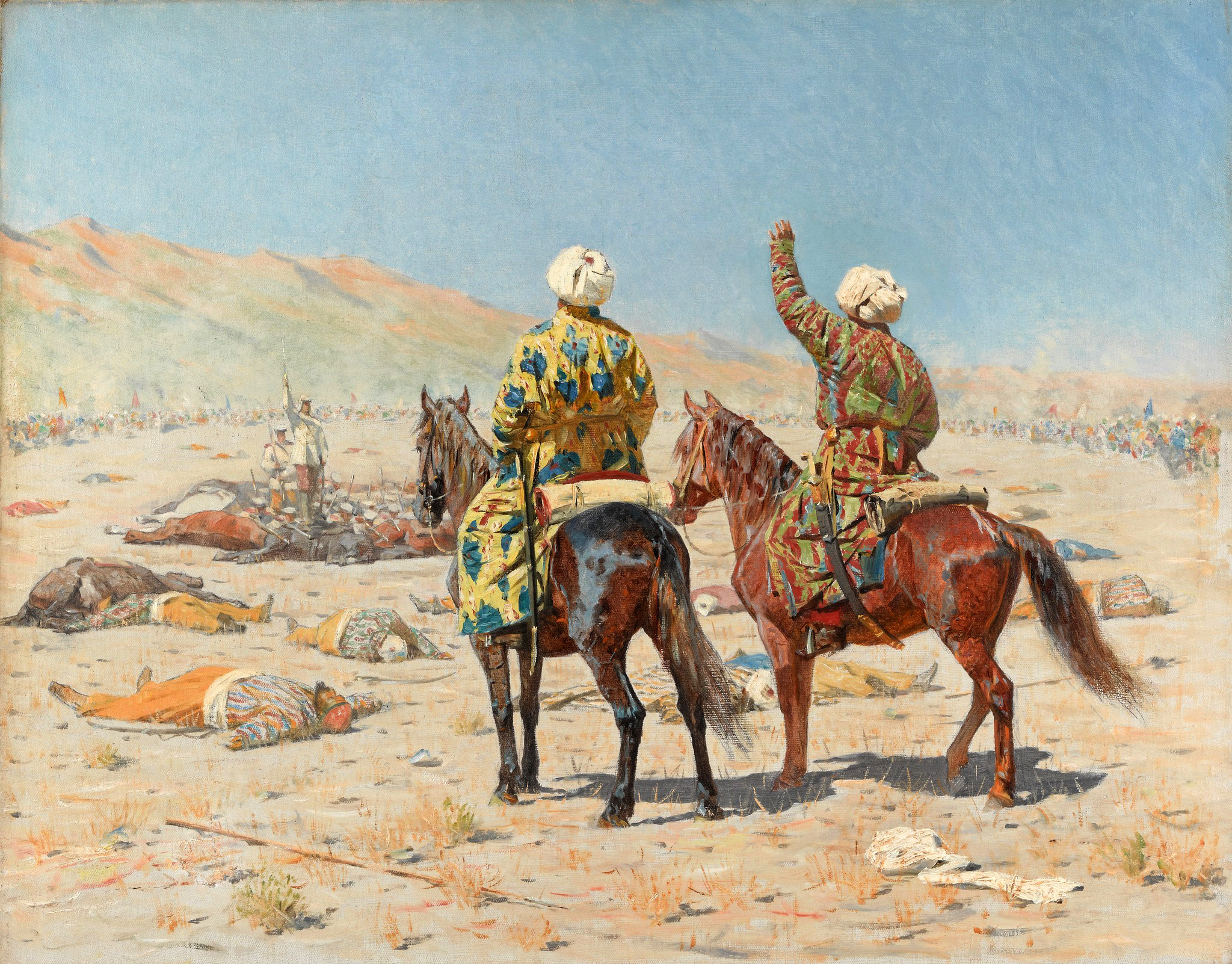
Pause pendant le combat, peint en 1873
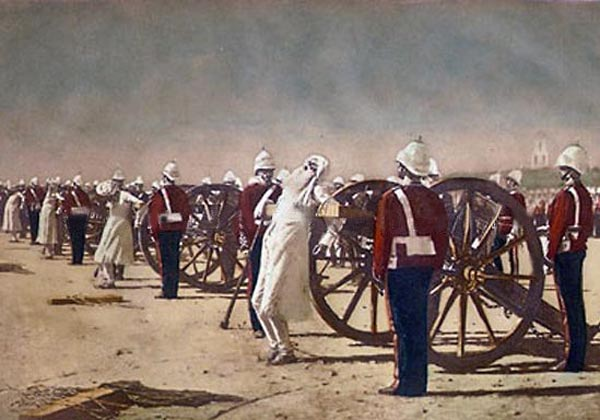
Répression par les troupes britanniques de l'insurrection indienne, peint en 1887
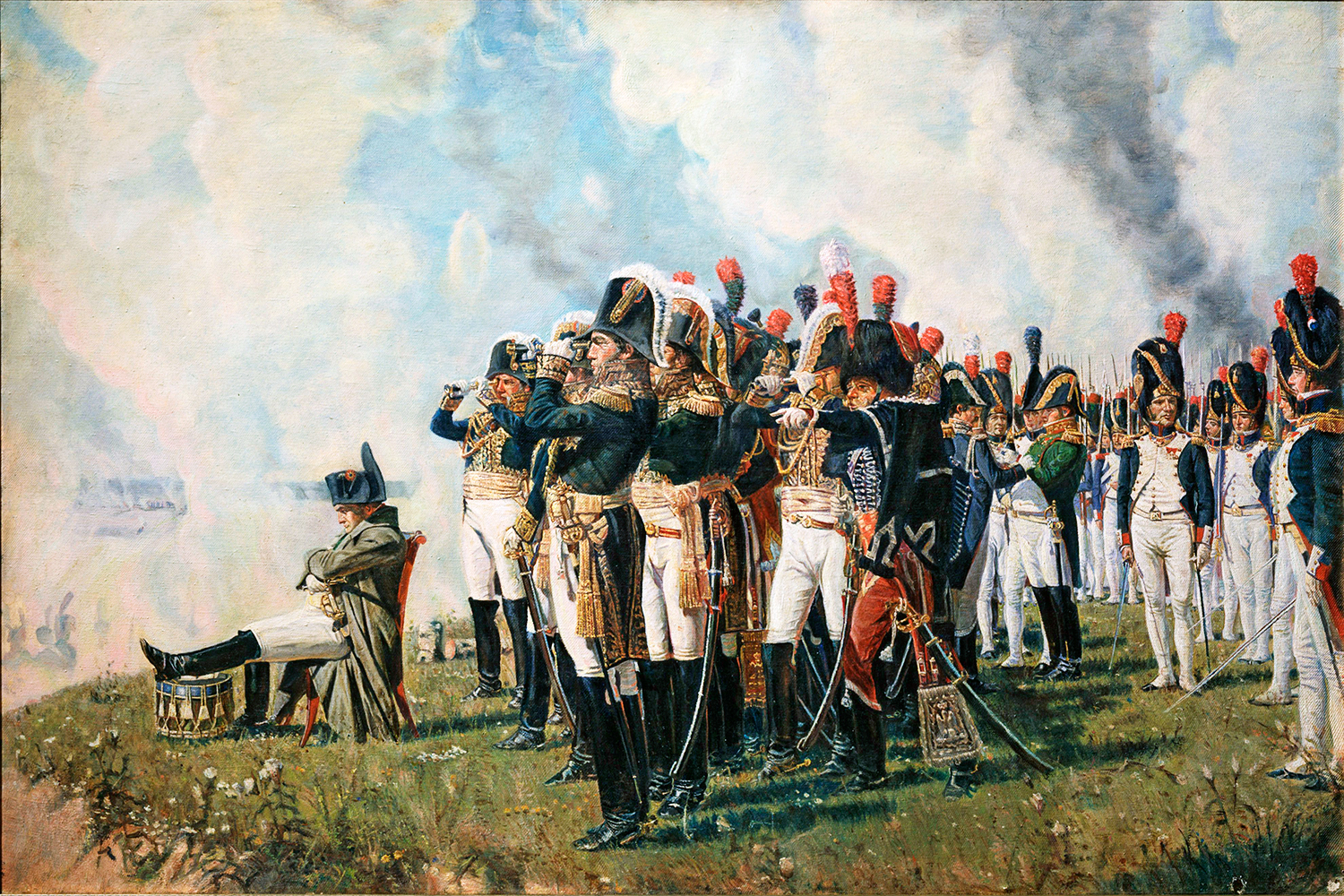
Napoléon à Borodino, peint en 1897

## Maison natale
La maison natale de Verechtchaguine est désormais la maison-musée Verechtchaguine et retranscrit l'atmosphère d'une maison bourgeoise de la province russe des années 1860-1880. Elle est meublée d'après les souvenirs de l'artiste, Enfance et Adolescence.